# Eri Hozumi
Eri Hozumi (穂積 絵莉:Kanagawa, 17 de Fevereiro de 1994) é uma tenista profissional japonesa.

## WTA e WTA 125 Series Finais

### Duplas: 2 (0–2)
| Legenda                                      |
| -------------------------------------------- |
| Grand Slam (0–0)                             |
| WTA Tour (0–0)                               |
| Tier I / Premier Mandatory & Premier 5 (0–0) |
| Tier II / Premier (0–0)                      |
| Tier III, IV & V / International (0–0)       |
| WTA 125s tournaments (0–2)                   |

| Resultado | N. | Data            | Torneio       | Piso | Parceira    | Oponentes                      | Score            |
| Vice      | 1. | 10 Agosto 2013  | Suzhou, China | Duro | Han Xinyun  | Tímea Babos Michaëlla Krajicek | 2–6, 2–6         |
| Vice      | 2. | 1 Setembro 2014 | Suzhou, China | Duro | Misa Eguchi | Chan Chin-wei Chuang Chia-jung | 1–6, 6–3, [7–10] |